# Конде Наст
Конде Монтроз Наст (на английски: Condé Montrose Nast; 26 март 1873 – 19 септември 1942 г.) е американски издател, предприемач и бизнес магнат. Той основава масмедийната компания Condé Nast и публикува известни списания като Vanity Fair, Vogue и The New Yorker.

## Ранни години
Конде Монтроз Наст е роден в Ню Йорк в семейство от Средния Запад; кръстен е на чичо си. Баща му, Уилям Ф. Наст, син на родения в Германия методистки лидер Уилям Наст, е изобретател, който е бил аташе на САЩ в Берлин. Майка му, Естер А. Беноа, е дъщеря на банкера от Сейнт Луис Луи Огюст Беноа, потомък на видна френска фамилия, емигрирала в Канада, а след това в Мисури. Конде Наст има брат и две сестри.
Лелята на Наст финансира обучението му в Джорджтаунския университет, което той завършва през 1894 г. През 1897 г. получава диплома за юрист в Университета „Вашингтон“ в Сейнт-Луис.

## Кариера
Наст не харесва кариерата на юрист, и след като завършва, започва работа при бившия си съученик от Джорджтаун, Робърт Колиър, като рекламен мениджър на ежеседмичника Collier's Weekly. В продължение на десетилетие той увеличава стократно приходите от реклама. Издава книги и месечното списание Lippincott's заедно с Робърт М. Макбрайд. След като напуска Collier's, Наст купува Vogue, тогава малко нюйоркско светско списание, и го превръща в едно от водещите американски списания за мода.
След това той превръща Vanity Fair в изискано издание за общи интереси с помощта на приятеля си Франк Крауниншийлд, който е редактор и оказва голямо влияние в продължение на повече от 20 години. Публикува много нови и висококачествени писатели и показва репродукции на модерно изкуство.
В крайна сметка Наст придобива редица списания, сред които House & Garden, британските, френските и аржентинските издания на Vogue, Le Jardin des Modes и Glamour – последното списание, добавено към групата още докато Наст е жив. Докато другите издатели просто се фокусират върху увеличаването на броя на списанията в тираж, Наст се насочва към групи читатели по ниво на доход или общи интереси. Сред служителите му са Една Уулман Чейс, която е главен редактор на Vogue, Дороти Паркър и Робърт Бенчли.
Практически разорен в годините на Голямата депресия, както и много други, през последните години от живота си Наст се опитва да възвърне предишното си богатство.

## Личен живот
Наст се жени два пъти. Жените му са:
- (Жана) Кларис Кудер, наследница на юридическата фирма Coudert Brothers и работила като декоратор и дизайнер на костюми. Женят се през 1902 г., разделят се през 1919 г. и се развеждат през 1925 г.[3] Имат две деца, Чарлз Кудер Наст и Натика Наст.[4]
- Лесли Фостер, внучка на губернатора от Тенеси Джордж Уайт Бакстер, с която той жени през 1928 г., когато тя е на 20 години, а той – на 55. Ражда им се дъщеря, Лесли, развеждат се около 1932 г.

От 1932 до 1936 г. партньор на Наст е редакторката на Vanity Fair Хелен Браун Норден Лоурънсон.

## Смърт
Конде Наст умира на 19 септември 1942 г. и е погребан в гробището Gate of Heaven в село Хоторн, щат Ню Йорк. Гробът му е в близост до гробовете на Бейб Рут и Били Мартин.